# Сафин, Ленар Ринатович
Ленар Ринатович Сафин (род. 11 февраля 1969, Арск, Татарская АССР, РСФСР, СССР) — российский государственный деятель. Ректор Казанского (Приволжского) федерального университета (с 19 августа 2022 г.) Сенатор Российской Федерации от исполнительного органа государственной власти Республики Татарстан (2020—2022). Министр транспорта и дорожного хозяйства Республики Татарстан (2010—2020). Кандидат юридических наук.
Из-за поддержки российско-украинской войны — под санкциями 27 стран ЕС, Великобритании, США, Канады, Швейцарии, Австралии, Украины, Новой Зеландии.

## Биография
Ленар Сафин родился 11 февраля 1969 года в Арске. В 1993 году получил диплом о высшем образовании, окончив Казанский государственный университет имени В. И. Ульянова-Ленина (КГУ) по специальности «правоведение». После окончания учёбы, с 1993 по 1995 год работал ассистентом кафедры истории и права Казанского государственного финансово-экономического института (КГФЭИ).
С 1995 года — старший преподаватель кафедры уголовного права, с 1998 года — доцент кафедры уголовного права и криминологии КГУ. В 2000 году окончил Казанский финансово-экономический институт по специальности «менеджмент».
В 2004 году защитил диссертацию на соискание учёной степени кандидата юридических наук на тему «Ответственность осужденных за злостное уклонение от наказаний, не связанных с изоляцией от общества в российском уголовном праве».
В период с 2008 по 2010 год заместитель директора по экономике и финансам, директор ГУ «Главтатдортранс».
22 апреля 2010 года назначен на должность министра транспорта и дорожного хозяйства Республики Татарстан. Член антитеррористической комиссии в Республике Татарстан.
18 сентября 2020 года указом Президента Республики Татарстан назначен сенатором Совета Федерации Федерального собрания Российской Федерации.
19 августа 2022 года распоряжением Правительства Российской Федерации назначен ректором Казанского (Приволжского) федерального университета сроком на 5 лет.

## Международные санкции
9 марта 2022 года, на фоне вторжения России на Украину, внесён в санкционный список всех стран Европейского союза так как он голосовал за ратификацию договоров о дружбе с самопровозглашёнными ЛНР и ДНР.
24 марта 2022 года внесён в санкционный список Канады «соратников режима» за «содействие в нарушения суверенитета и территориальной целостности Украины».
30 сентября 2022 года внесён санкционный список Соединенных Штатов Америки «за аннексию Путиным регионов Украины» и одобрения закона о фейках. Государственный департамент отмечает что сенаторы  «проголосовали за одобрение просьбы Путина о вводе войск в Украину, что послужило неоправданным предлогом для полномасштабного вторжения России в Украину».
По аналогичным основаниям, с 15 марта 2022 года находится под санкциями Великобритании. С 16 марта 2022 года находится под санкциями Швейцарии. С 21 апреля 2022 года находится под санкциями Австралии. Указом президента Украины Владимира Зеленского от 7 сентября 2022 находится под санкциями Украины. С 3 мая 2022 года находится под санкциями Новой Зеландии.

## Награды
- Орден Александра Невского (2024)[13]
- Орден Почёта (2019)
- Медаль Министерства транспорта РФ «За безупречный труд и отличие» II степени (2019)
- Медаль «За доблестный труд» (2018)
- Медаль ордена «За заслуги перед Отечеством» II степени (2014)
- Медаль МЧС России «За содружество во имя спасения» (2011)
- Медаль министерства обороны РФ «За укрепление боевого содружества» (2011)
- Медаль министерства транспорта РФ «За строительство транспортных объектов» (2015)
- Почётное звание «Заслуженный строитель Республики Татарстан» (2016)
- Почётная грамота Министерства промышленности и торговли Российской Федерации (2016)

## Семья
Женат, двое детей.